# James Needles
James R. "Jimmy" Needles (nacido el 13 de marzo de 1900 en Tacoma,  Washington y fallecido el 22 de julio de 1969) fue un jugador y entrenador de baloncesto estadounidense. Fue campeón olímpico como seleccionador de Estados Unidos en los Juegos Olímpicos de Berlín de 1936.

## Biografía
Needles estudió en la Universidad de San Francisco, conocida como Saint Ignatius College en aquel entonces. James jugó Baloncesto por el Grey Fog y en años posteriores se convirtió además en el entrenador del mismo en 1924. Fue llamado para ser el entrenador de tiempo completo del equipo en su graduación. Dirigió el equipo de Saint Ignatius College a dos campeonatos, dominando el de Fast Western Conference en 1928 y ganando el título del torneo del Pacific Association en 1929.
Needles también dirigió al equipo de Football de Saint Ignatius College dirante este período, llevándolo a un participar en el torneo Far Western Regionals en 1928.
Una enfermedad forzó a James renunciar a su trabajo en 1932, pero posteriormente se volvió entrenador del Amateur Athletic Union (AAU) en Baloncesto. Needles dirigió el equipo de Universal Pictures al campeonato del AAU y como resultado de ello fue contratado para entrenar el primer equipo de baloncesto del U.S. Olympic, el cual compitió en los Juegos Olímpicos de Berlín de 1936.
Luego de las olimpiadas, James volvió a las universidades, dirigiendo esta vez al Loyola de Los Ángeles, donde fue mentor de sus futuros entrenadores Pete Newell, Phil Woolpert y Edwin "Scotty" McDonald. Volvió a la Universidad de San Francisco en 1941 como el director de atletismo y ayudó a Newell en su tiempo como cabecilla del equipo de baloncesto en 1946.